# Grupa Armii Eichhorna
Grupa Armii Eichhorna  (niem. Herresgruppe Eichhorn)  – związek operacyjny Armii Cesarstwa Niemieckiego.

## Charakterystyka
W sierpniu 1914 rozwinięto w Niemczech do etatów wojennych związki operacyjne (armie). Celem koordynacji działań poszczególnych armii, utworzono wyższe związki operacyjne – grupy armii. Były to tymczasowe jednostki organizacyjne czasu wojny złożone ze zmiennej liczby armii, samodzielnych korpusów i dywizji, przy czym sztab jednej z armii pełnił funkcję sztabu całej grupy.
30 lipca 1916, na bazie Grupy Armii Hindenburga, powstała grupa armii dowodzona przez  gen. płk. Hermanna von Eichhorna. Broniła Litwy i Kurlandii działając przeciwko rosyjskiemu Frontowi Północnemu. Została rozwiązana 28 marca 1918. Swój odcinek frontu  przekazała Grupie Armii „Ryga” gen. płk. Gunthera hrabiego von Kirchbacha dysponującego 8 Armią i Grupą Operacyjną „D”. 

## Struktura organizacyjna
Skład w 1916:
- dowództwo grupy armii
- 8 Armia (później rozwiązana)
- Armia Niemna (później przemianowana na 8 A)
- 10 Armia
- 12 Armia
- Grupa Operacyjna Scholtza

Skład w 1918:
- dowództwo grupy armii
- 8 Armia (nowa)
- 10 Armia
- Grupa Operacyjna „D”